# Жуков, Василий Фролович
Василий Фролович Жуков (1914, Милятино, Калужская губерния — 9 мая 1944, Севастополь, Крымская АССР) — лейтенант Рабоче-крестьянской Красной Армии, участник Великой Отечественной войны, Герой Советского Союза (1945).

## Биография
Василий Жуков родился в 1914 году в селе Милятино (ныне — Барятинский район Калужской области). После окончания пяти классов сельской школы работал пастухом, затем на строительстве железной дороги. С 1934 года жил в Иркутской области, работал в леспромхозе. В 1937—1940 годах проходил службу в Рабоче-крестьянской Красной Армии, участвовал в боях на озере Хасан. В 1941 году он повторно был призван в армию. Окончил курсы младших лейтенантов. С июня 1941 года — на фронтах Великой Отечественной войны. Принимал участие в боях на Южном, Северо-Кавказском, 4-м Украинском фронтах. К апрелю 1944 года гвардии лейтенант Василий Жуков командовал ротой 82-го гвардейского стрелкового полка 32-й гвардейской стрелковой дивизии Приморской армии 4-го Украинского фронта. Отличился во время освобождения Крыма.
11 апреля 1944 года в боях на Керченском полуострове Жуков одним из первых прорвался в немецкие траншеи. Бойцы его роты уничтожили более 50 вражеских солдат и офицеров. В бою Жуков получил ранение, но продолжал сражаться. Посадив часть своих бойцов в трофейную машину, он под вражеским огнём прорвался в расположение противника и заставил его отступить. В результате действий Жукова в плен сдались 50 солдат и командир немецкого батальона. 7 мая Жуков с тремя бойцами добрался до вершины Сапун-горы и установил на ней Красное Знамя. 8 мая во время уличных боёв в Севастополе рота Жукова уничтожила около 200 солдат и офицеров, семерых из которых — лично Жуков. В том бою он получил смертельные ранения, от которых скончался на следующий день.
Указом Президиума Верховного Совета СССР от 24 марта 1945 года за «исключительный героизм и самоотверженность, проявленные в боях при освобождении от гитлеровских захватчиков города Севастополя» гвардии лейтенант Василий Жуков посмертно был удостоен высокого звания Героя Советского Союза. Также был награждён орденами Ленина, Отечественной войны 1-й и 2-й степеней, рядом медалей.

## Память
- В честь Жукова названа улица и установлен обелиск в Иркутске,а так же одна из улиц в Балаклаве, Омске
- Его подвиг (он поднимает бойцов своей роты навстречу контратакующему противнику) отражён в диораме «Штурм Сапун-горы»[1].